# Ordem Paranormal
Ordem Paranormal é uma websérie brasileira criada pelo streamer Rafael "Cellbit" Lange e dirigida por Júlio Taubkin, na qual uma equipe de influenciadores jogam RPG de mesa. O show começou a ser transmitido em 29 de fevereiro de 2020 pelo canal da Twitch de Cellbit.
A primeira campanha, intitulada de A Ordem Paranormal foi transmitida em apenas 2 episódios na Twitch, mas repartida em 3 episódios para o YouTube, sendo finalizada em 7 de março de 2020. A segunda, intitulada de O Segredo na Floresta, foi transmitida em 16 episódios se iniciou em 11 de abril de 2020, finalizando em 25 de julho do mesmo ano. A terceira, Ordem Paranormal: Desconjuração, foi transmitida em 20 episódios, iniciando em 31 de outubro de 2020 e entrando em hiato em 19 de dezembro do mesmo ano, retornando ao ar em março de 2021 e tendo seu fim no dia 22 de maio de 2021. A campanha Ordem Paranormal: Calamidade foi anunciada brevemente no último episódio de Desconjuração e oficialmente revelada após o ARG da Calamidade no dia 29 de agosto de 2021; nesse mesmo dia, foi revelado que essa seria a primeira temporada do universo do RPG feita presencialmente. Em junho de 2022, a série retornou ao ar com uma temporada spin-off chamada de O Segredo na Ilha, que se encerrou no dia 13 de agosto de 2022 com 8 episódios. No final do mesmo ano, em outubro, começou mais uma temporada spin-off, Sinais Do Outro Lado. Ela teve 7 episódios e se encerrou no dia 10 de dezembro de 2022. No dia 23 de setembro de 2023, começou a temporada Quarentena, que contava com jogadores de países estrangeiros, foram 2 episódios e acabou no dia 30 do mesmo mês. Em 21 de dezembro de 2024, se iniciou uma temporada especial de fim de ano, Natal Macabro, dividida em três partes pré-gravadas.
A série é transmitida periodicamente aos sábados, às 18 horas, no canal da Twitch do Cellbit, com o episódio sendo reprisado às terças e sendo aberto ao público no canal do YouTube do Ordem na quinta-feira seguinte.

## Campanhas
O enredo de Ordem Paranormal ocorre em campanhas formadas por uma série de arcos de história que se passam através de múltiplos episódios. Cada jogador interpreta um personagem que possui uma história de fundo, uma parte incompleta de sua história pessoal que pode ser relevante em certos momentos da campanha, e que algumas vezes pode estar intrinsicamente conectada ao arco principal.
| Campanha | Campanha | Episódios | Episódios | Originalmente exibido   | Originalmente exibido  | Originalmente exibido |
| Campanha | Campanha | Episódios | Episódios | Estreia da temporada    | Final da temporada     | Emissora              |
| -------- | -------- | --------- | --------- | ----------------------- | ---------------------- | --------------------- |
|          | 1        | 3         | 3         | 29 de fevereiro de 2020 | 7 de março de 2020     | Twitch, YouTube       |
|          | 2        | 16        | 16        | 11 de abril de 2020     | 25 de julho de 2020    | Twitch, YouTube       |
|          | 3        | 20        | 20        | 31 de outubro de 2020   | 22 de maio de 2021     | Twitch, YouTube       |
|          | 4        | 13        | 13        | 4 de setembro de 2021   | Em hiato indefinido    | Twitch, YouTube       |
|          | 5        | 8         | 8         | 25 de junho de 2022     | 13 de agosto de 2022   | Twitch, YouTube       |
|          | 6        | 7         | 7         | 29 de outubro de 2022   | 10 de dezembro de 2022 | Twitch, YouTube       |
|          | 7        | 2         | 2         | 23 de setembro de 2023  | 30 de setembro de 2023 | Twitch, YouTube       |
|          | 8        | 3         | 3         | 21 de dezembro de 2024  | 30 de dezembro de 2024 | Twitch, YouTube       |

## Elenco e personagens
| Legenda         | Legenda                   |
| --------------- | ------------------------- |
|                 | Personagem principal      |
|                 | Personagem recorrente     |
|                 | Participação especial     |
|                 | Participação (apenas voz) |
| Does not appear | Personagem ausente        |

| Jogadores                       | Temporadas              | Temporadas              | Temporadas                    | Temporadas                    | Temporadas                    | Temporadas                    | Temporadas                  | Temporadas                  | Temporadas                          | Temporadas                          | Temporadas                    | Temporadas                    | Temporadas          | Temporadas          | Temporadas              | Temporadas              |  |
| Jogadores                       | Série Principal         | Série Principal         | Série Principal               | Série Principal               | Série Principal               | Série Principal               | Série Principal             | Série Principal             | Spin-Offs                           | Spin-Offs                           | Spin-Offs                     | Spin-Offs                     | Especiais           | Especiais           | Especiais               | Especiais               |  |
| Jogadores                       | AOP                     | AOP                     | OSNF                          | OSNF                          | OPD                           | OPD                           | OPC                         | OPC                         | OSNI                                | OSNI                                | SDOL                          | SDOL                          | OPQ                 | OPQ                 | OPNM                    | OPNM                    |  |
| ------------------------------- | ----------------------- | ----------------------- | ----------------------------- | ----------------------------- | ----------------------------- | ----------------------------- | --------------------------- | --------------------------- | ----------------------------------- | ----------------------------------- | ----------------------------- | ----------------------------- | ------------------- | ------------------- | ----------------------- | ----------------------- |  |
| Alan "Alanzoka" Ferreira        | Does not appear         | Does not appear         | Does not appear               | Does not appear               | Johnny Tabasco                | Johnny Tabasco                | Does not appear             | Does not appear             | Does not appear                     | Does not appear                     | Does not appear               | Does not appear               | Does not appear     | Does not appear     | Does not appear         | Does not appear         |  |
| Alcino "Zero" Júnior            | Does not appear         | Does not appear         | Does not appear               | Does not appear               | Does not appear               | Does not appear               | Theodore "T-Bag" Bagwell    | Theodore "T-Bag" Bagwell    | Does not appear                     | Does not appear                     | Does not appear               | Does not appear               | Does not appear     | Does not appear     | Does not appear         | Does not appear         |  |
| Alexis "Quakity"                | Does not appear         | Does not appear         | Does not appear               | Does not appear               | Does not appear               | Does not appear               | Does not appear             | Does not appear             | Does not appear                     | Does not appear                     | Does not appear               | Does not appear               | Benito Camelo       | Benito Camelo       | Does not appear         | Does not appear         |  |
| Ana Gabriela "Jinki"            | Does not appear         | Does not appear         | Does not appear               | Does not appear               | Does not appear               | Does not appear               | Does not appear             | Does not appear             | Does not appear                     | Does not appear                     | Does not appear               | Does not appear               | Does not appear     | Does not appear     | Shanyqua da Silva       | Shanyqua da Silva       |  |
| Beatriz "Beamom" Pozzebon       | Does not appear         | Does not appear         | Does not appear               | Does not appear               | Does not appear               | Does not appear               | Does not appear             | Does not appear             | Amelie Florence                     | Amelie Florence                     | Does not appear               | Does not appear               | Does not appear     | Does not appear     | Does not appear         | Does not appear         |  |
| Beatriz "Triz Pariz" Parizotto  | Does not appear         | Does not appear         | Does not appear               | Does not appear               | Beatrice Portinari            | Beatrice Portinari            | Artemis Deordelin Rodrigues | Artemis Deordelin Rodrigues | Does not appear                     | Does not appear                     | Does not appear               | Does not appear               | Does not appear     | Does not appear     | Does not appear         | Does not appear         |  |
| Bela "Tiemiau" Tiemi            | Does not appear         | Does not appear         | Does not appear               | Does not appear               | Does not appear               | Does not appear               | Does not appear             | Does not appear             | Does not appear                     | Does not appear                     | Does not appear               | Does not appear               | Does not appear     | Does not appear     | Lila Bonelli            | Lila Bonelli            |  |
| Bruno "Brino" Correia           | Does not appear         | Does not appear         | Does not appear               | Does not appear               | Does not appear               | Does not appear               | Does not appear             | Does not appear             | Does not appear                     | Does not appear                     | Does not appear               | Does not appear               | Does not appear     | Does not appear     | Mike                    | Mike                    |  |
| Camila "Kalera" Vieira          | Does not appear         | Does not appear         | Eva van Gloss                 | Eva van Gloss                 | Erin Parker                   | Erin Parker                   | Yuki                        | Yuki                        | Does not appear                     | Does not appear                     | Does not appear               | Does not appear               | Does not appear     | Does not appear     | Does not appear         | Does not appear         |  |
| Carolina "Carolinga" Zaghetti   | Does not appear         | Does not appear         | Does not appear               | Does not appear               | Does not appear               | Does not appear               | Does not appear             | Does not appear             | Does not appear                     | Does not appear                     | Dara Venturini                | Dara Venturini                | Does not appear     | Does not appear     | Nathalia Scompa         | Nathalia Scompa         |  |
| Felipe "Felps" Zaghetti         | Does not appear         | Does not appear         | Ajudante                      | Ajudante                      | Rubens Naluti                 | Rubens Naluti                 | Rubens Naluti               | Rubens Naluti               | Does not appear                     | Does not appear                     | Guilherme "Guizo" R. Santos   | Guilherme "Guizo" R. Santos   | Does not appear     | Does not appear     | Ricardo Rocha Rodrigues | Ricardo Rocha Rodrigues |  |
| Gabriel "Mount" Montresor       | Does not appear         | Does not appear         | Does not appear               | Does not appear               | Does not appear               | Does not appear               | Boris Lukic                 | Boris Lukic                 | Does not appear                     | Does not appear                     | Does not appear               | Does not appear               | Does not appear     | Does not appear     | Does not appear         | Does not appear         |  |
| Gabriel Goularte                | Does not appear         | Does not appear         | Does not appear               | Does not appear               | Does not appear               | Does not appear               | Does not appear             | Does not appear             | Olivier Florence                    | Olivier Florence                    | Does not appear               | Does not appear               | Does not appear     | Does not appear     | Does not appear         | Does not appear         |  |
| Gabriela "Bagi" Cattuzzo        | Elizabeth "Liz" Webber  | Elizabeth "Liz" Webber  | Elizabeth "Liz" Webber        | Elizabeth "Liz" Webber        | Elizabeth "Liz" Webber        | Elizabeth "Liz" Webber        | Carina Leone                | Carina Leone                | Bárbara Lima                        | Bárbara Lima                        | Does not appear               | Does not appear               | Carol               | Carol               | Does not appear         | Does not appear         |  |
| Gustavo "Guto" Barbosa          | Does not appear         | Does not appear         | Does not appear               | Does not appear               | Does not appear               | Does not appear               | Does not appear             | Does not appear             | Does not appear                     | Does not appear                     | Does not appear               | Does not appear               | Does not appear     | Does not appear     | Breno L. Nojard         | Breno L. Nojard         |  |
| Iago "Bastet" Ferreira          | Does not appear         | Does not appear         | Does not appear               | Does not appear               | Salazar Lourenço              | Salazar Lourenço              | Henri/Diabo                 | Henri/Diabo                 | Does not appear                     | Does not appear                     | Does not appear               | Does not appear               | Does not appear     | Does not appear     | Does not appear         | Does not appear         |  |
| João "Jão" Miranda              | Does not appear         | Does not appear         | Does not appear               | Does not appear               | Gal                           | Gal                           | Gal                         | Gal                         | Does not appear                     | Does not appear                     | Does not appear               | Does not appear               | Does not appear     | Does not appear     | Does not appear         | Does not appear         |  |
| Justine "Baghera Jones" Noguera | Does not appear         | Does not appear         | Does not appear               | Does not appear               | Does not appear               | Does not appear               | Does not appear             | Does not appear             | Does not appear                     | Does not appear                     | Does not appear               | Does not appear               | Lucie Pocharde      | Lucie Pocharde      | Does not appear         | Does not appear         |  |
| Leonardo "Leo" Santi            | Does not appear         | Does not appear         | Kenan Thomas                  | Kenan Thomas                  | Does not appear               | Does not appear               | Does not appear             | Does not appear             | Does not appear                     | Does not appear                     | Does not appear               | Does not appear               | Does not appear     | Does not appear     | Does not appear         | Does not appear         |  |
| Lorena Orsi                     | Does not appear         | Does not appear         | Does not appear               | Does not appear               | Does not appear               | Does not appear               | Does not appear             | Does not appear             | Does not appear                     | Does not appear                     | Does not appear               | Does not appear               | Does not appear     | Does not appear     | Melissa Trovi           | Melissa Trovi           |  |
| Lucas "Luba" Feuerschütte       | Daniel Hartmann         | Daniel Hartmann         | Joui Jouki                    | Joui Jouki                    | Joui Jouki                    | Joui Jouki                    | Joui Jouki                  | Joui Jouki                  | Does not appear                     | Does not appear                     | Does not appear               | Does not appear               | Does not appear     | Does not appear     | Does not appear         | Does not appear         |  |
| Lucas "T3ddy" Olioti            | Does not appear         | Does not appear         | Does not appear               | Does not appear               | Does not appear               | Does not appear               | Does not appear             | Does not appear             | Does not appear                     | Does not appear                     | Does not appear               | Does not appear               | Does not appear     | Does not appear     | Lucio Olani             | Lucio Olani             |  |
| Luis "LJoga" Gouveia            | Alexsander "Alex" Kothe | Alexsander "Alex" Kothe | Cristopher "Cris" Cohen       | Cristopher "Cris" Cohen       | Fernando Carvalho             | Fernando Carvalho             | Damir Lukic                 | Damir Lukic                 | Does not appear                     | Does not appear                     | Francisco "Chico" Albuquerque | Francisco "Chico" Albuquerque | Does not appear     | Does not appear     | Jorge Lagos             | Jorge Lagos             |  |
| Luis "LJoga" Gouveia            | Alexsander "Alex" Kothe | Alexsander "Alex" Kothe | Cristopher "Cris" Cohen       | Cristopher "Cris" Cohen       | Luciano Carvalho              |                               | Damir Lukic                 | Damir Lukic                 | Does not appear                     | Does not appear                     | Francisco "Chico" Albuquerque | Francisco "Chico" Albuquerque | Does not appear     | Does not appear     | Jorge Lagos             | Jorge Lagos             |  |
| Maethe Lima                     | Does not appear         | Does not appear         | Does not appear               | Does not appear               | Does not appear               | Does not appear               | Does not appear             | Does not appear             | Does not appear                     | Does not appear                     | Does not appear               | Does not appear               | Does not appear     | Does not appear     | Ayla Valença            | Ayla Valença            |  |
| Matthew "Cinemagrath" Magrath   | Does not appear         | Does not appear         | Does not appear               | Does not appear               | Does not appear               | Does not appear               | Does not appear             | Does not appear             | Milo Castello                       | Milo Castello                       | Does not appear               | Does not appear               | Does not appear     | Does not appear     | Jorel Lagos             | Jorel Lagos             |  |
| Murilo "Gary" Choquetta         | Does not appear         | Does not appear         | Does not appear               | Does not appear               | Does not appear               | Does not appear               | Does not appear             | Does not appear             | Does not appear                     | Does not appear                     | Lírio Tellini                 | Lírio Tellini                 | Does not appear     | Does not appear     | Does not appear         | Does not appear         |  |
| Noah "Foolish" Brown            | Does not appear         | Does not appear         | Does not appear               | Does not appear               | Does not appear               | Does not appear               | Does not appear             | Does not appear             | Does not appear                     | Does not appear                     | Does not appear               | Does not appear               | Jeffrey Bacon       | Jeffrey Bacon       | Does not appear         | Does not appear         |  |
| Rafael "Guaxinim" Montes        | Does not appear         | Does not appear         | Arthur Cervero                | Arthur Cervero                | Arthur Cervero                | Arthur Cervero                | Arthur Cervero              | Arthur Cervero              | Arthur Cervero                      | Arthur Cervero                      | Alexandre "Xande"             | Alexandre "Xande"             | Does not appear     | Does not appear     | Leandro                 | Leandro                 |  |
| Rafael "Rakin" Knittel          | Thiago Fritz            | Thiago Fritz            | Thiago Fritz                  | Thiago Fritz                  | Dante                         | Dante                         | Dante                       | Dante                       | Wanderley Nascimento de Jesus Maria | Wanderley Nascimento de Jesus Maria | Arnaldo Fritz                 | Arnaldo Fritz                 | Controlador Aéreo   | Controlador Aéreo   | Does not appear         | Does not appear         |  |
| Richard "Abelha" de Sousa       | Does not appear         | Does not appear         | Does not appear               | Does not appear               | Does not appear               | Does not appear               | Dominic Sy Pierre           | Dominic Sy Pierre           | Does not appear                     | Does not appear                     | Does not appear               | Does not appear               | Does not appear     | Does not appear     | Does not appear         | Does not appear         |  |
| Sebastian "Roier"               | Does not appear         | Does not appear         | Does not appear               | Does not appear               | Does not appear               | Does not appear               | Does not appear             | Does not appear             | Does not appear                     | Does not appear                     | Does not appear               | Does not appear               | Luis Miguel Kennedy | Luis Miguel Kennedy | Does not appear         | Does not appear         |  |
| Tarik "Pac" Pacanhan            | Does not appear         | Does not appear         | Does not appear               | Does not appear               | Does not appear               | Does not appear               | Does not appear             | Does not appear             | Does not appear                     | Does not appear                     | Does not appear               | Does not appear               | Diego Thalles       | Diego Thalles       | Does not appear         | Does not appear         |  |
| Thiago "Calango" Elias          | Does not appear         | Does not appear         | Cesar "Kaiser" Oliveira Cohen | Cesar "Kaiser" Oliveira Cohen | Cesar "Kaiser" Oliveira Cohen | Cesar "Kaiser" Oliveira Cohen | Antônio "Balu" Pontevedra   | Antônio "Balu" Pontevedra   | Does not appear                     | Does not appear                     | Does not appear               | Does not appear               | Does not appear     | Does not appear     | Does not appear         | Does not appear         |  |

Notas:
1. ↑  Participação especial como Amalia em Calamidade.
2. ↑  Participação especial como Mariana Larona em O Segredo na Floresta.
3. ↑  Rápida participação como Elizabeth Webber em Calamidade.
4. ↑  Participação especial como Gaius em Calamidade.
5. ↑  Participação especial como Celestine em Calamidade.
6. ↑  Participação especial como Parasita de Culpa em O Segredo na Floresta.
7. ↑  Participação especial como Marius em Calamidade.
8. ↑  Rápida participação  como Thiago Fritz em Desconjuração.
9. ↑  Participação especial como Remus em Calamidade.
10. ↑  Rápida participação como Arnaldo Fritz em Calamidade.
11. ↑  Participação especial como Miguel Cariad em O Segredo na Floresta.
12. ↑  Participação especial como Faustus em Calamidade.

### Personagens principais do Mestre por temporada

#### A Ordem Paranormal
| Jogador                | Personagem       |
| ---------------------- | ---------------- |
| Rafael "Cellbit" Lange | Gabriel Opspor   |
| Rafael "Cellbit" Lange | Agatha Volkomenn |
| Rafael "Cellbit" Lange | Senhor Veríssimo |
| Rafael "Cellbit" Lange | Degolificada     |

#### O Segredo Na Floresta
| Jogador                | Personagem        |
| ---------------------- | ----------------- |
| Rafael "Cellbit" Lange | Ivete Beicur      |
| Rafael "Cellbit" Lange | Brúlio Cervero    |
| Rafael "Cellbit" Lange | Gaudérios Abutres |
| Rafael "Cellbit" Lange | O Ferreiro        |
| Rafael "Cellbit" Lange | O Minerador       |
| Rafael "Cellbit" Lange | O Porteiro        |
| Rafael "Cellbit" Lange | O Deus da Morte   |
| Rafael "Cellbit" Lange | Senhor Veríssimo  |

#### Desconjuração
| Jogador                | Personagem        |
| ---------------------- | ----------------- |
| Rafael "Cellbit" Lange | Aaron             |
| Rafael "Cellbit" Lange | Senhor Veríssimo  |
| Rafael "Cellbit" Lange | Agatha Volkomenn  |
| Rafael "Cellbit" Lange | Mia               |
| Rafael "Cellbit" Lange | Samuel Norte      |
| Rafael "Cellbit" Lange | Dragões Metálicos |
| Rafael "Cellbit" Lange | Tristan Monteiro  |
| Rafael "Cellbit" Lange | Bruno             |
| Rafael "Cellbit" Lange | Eduarda Flom      |
| Rafael "Cellbit" Lange | Tim Flom          |
| Rafael "Cellbit" Lange | Cassiano Menta    |
| Rafael "Cellbit" Lange | Hugo Longo        |
| Rafael "Cellbit" Lange | A Magistrada      |
| Rafael "Cellbit" Lange | Henri             |
| Rafael "Cellbit" Lange | Anthony Scelto    |
| Rafael "Cellbit" Lange | Kian              |

#### Calamidade
| Jogador                | Personagem       |
| ---------------------- | ---------------- |
| Rafael "Cellbit" Lange | Clarissa Leão    |
| Rafael "Cellbit" Lange | Senhor Veríssimo |
| Rafael "Cellbit" Lange | Agatha Volkomenn |
| Rafael "Cellbit" Lange | Veritus          |
| Rafael "Cellbit" Lange | Marc Menet       |
| Rafael "Cellbit" Lange | Kian             |
| Rafael "Cellbit" Lange | O Anfitrião      |
| Rafael "Cellbit" Lange | O Diabo          |
| Rafael "Cellbit" Lange | A Magistrada     |

#### O Segredo Na Ilha
| Jogador                | Personagem         |
| ---------------------- | ------------------ |
| Rafael "Cellbit" Lange | Angelina Florence  |
| Rafael "Cellbit" Lange | Montel Florence    |
| Rafael "Cellbit" Lange | Cavalcante Bueno   |
| Rafael "Cellbit" Lange | Amora Aleno        |
| Rafael "Cellbit" Lange | Barnabé Aleno      |
| Rafael "Cellbit" Lange | Bartô Castello     |
| Rafael "Cellbit" Lange | Evandro Eiland     |
| Rafael "Cellbit" Lange | Návia Eiland       |
| Rafael "Cellbit" Lange | Lívia Lima         |
| Rafael "Cellbit" Lange | Pedro Nemiera      |
| Rafael "Cellbit" Lange | Celestino Vurtoren |
| Rafael "Cellbit" Lange | Otávio Nemiera     |
| Rafael "Cellbit" Lange | Adrian Vurtoren    |
| Rafael "Cellbit" Lange | Amigo Imaginário   |

#### Sinais Do Outro Lado
| Jogador                | Personagem             |
| ---------------------- | ---------------------- |
| Rafael "Cellbit" Lange | Calisto Besatt         |
| Rafael "Cellbit" Lange | Morato Vertaler        |
| Rafael "Cellbit" Lange | Adágio Magal           |
| Rafael "Cellbit" Lange | Alberta Magal          |
| Rafael "Cellbit" Lange | Donisvaldo "Don" Magal |
| Rafael "Cellbit" Lange | Luan Magal             |
| Rafael "Cellbit" Lange | William Bonantos       |
| Rafael "Cellbit" Lange | Estrangeiro            |

## Spin-offs
No dia 18 de junho, foi anunciado na Twitch do Cellbit um evento intitulado Segredos Revelados, que teve como propósito revelar anúncios sobre a marca Ordem Paranormal. Um desses anúncios foi sobre novas histórias em RPG dentro do universo de Ordem Paranormal. Temendo que a Calamidade terminasse com várias perguntas sem respostas no universo, Cellbit anunciou três novas temporadas spin-off, com personagens e histórias diferentes que se passam em lugares novos.
A primeira delas foi revelada logo em seguida, tendo o nome de O Segredo na Ilha. Essa temporada conta com a presença de Gabi Cattuzzo, Cinemagrath, Rakin, Beamom e Goularte. Ele também revela que essa temporada seguiria uma mecânica diferente, no qual uma sessão equivaleria a um dia na história.
A segunda campanha spin-off foi anunciada no final do especial Revelando o Segredo na Ilha, no dia 20 de agosto de 2022. Dando início no dia 29 de outubro de 2022, Sinais do Outro Lado reúne um grupo formado por Carolinga, Felps, Gary, Guaxinim e LJoga.

## Especiais
Ordem Paranormal: Quarentena é uma sessão especial de dois episódios da série Ordem Paranormal. É uma campanha de RPG two-shot baseada em Ordem Paranormal RPG, sistema oficial da marca, utilizando o suplemento Sobrevivendo ao Horror pela primeira vez. Mestrada pelo streamer, diretor criativo e roteirista de Enigma do Medo, Cellbit, é protagonizada por cinco criadores de conteúdo globais, 
- Quackity (Benito Camelo)
- Roier (Luis Miguel Kennedy)
- Foolish (Jeffrey Bacon)
- Baghera Jones (Lucie Pocharde)
- Pac (Diego Thalles)
- Bagi (Carol)

Essa é a primeira campanha da série que será feita com criadores de conteúdo internacionais, tendo como língua principal o Inglês.
Primeira exibição - 23 de setembro de 2023
Última exibição - 30 de setembro de 2023
Natal Macabro, segundo especial da série, é uma temporada temática de fim de ano, também utilizando o suplemento Sobrevivendo ao Horror, com elementos de filmes de terror slasher. É a primeira temporada gravada anteriormente à sua transmissão ao vivo, dividida em três episódios e em dois grupos de jogadores diferentes, que são,
○ Episódio Um
• Jinki (Shanyqua)
• Felps (Ricardo Rocha Rodrigues)
• Guaxinim (Leandro)
• Bela Tiemiau (Lila Bonelli)
• Carol (Nathalia Scompa)
• Matt (Jorel Lagos)
○ Episódio Dois
• Lorena Orsi (Melissa Trovi)
• Guto (Breno L. Nojard)
• Maethe (Ayla Valença)
• LJoga (Jorge Lagos)
• T3ddy (Lucio Olani)
• Brino (Mike)
Primeira transmissão: 21 de dezembro de 2024
Segunda transmissão: 26 de dezembro de 2024
Última transmissão: 30 de dezembro de 2024

## Enigma do Medo
O jogo Enigma do Medo foi criado pelo Cellbit e desenvolvido pela Dumativa Game Studio. Seu lançamento está previsto para 28 de novembro de 2024. O jogo estará disponível para Microsoft Windows, e posteriormente para Nintendo Switch, PlayStation e Xbox. O jogador controla a personagem Mia, que é uma investigadora paranormal que tem a missão de salvar o seu pai, o Senhor Veríssimo, acompanhada do cachorro Lupi.

## Livros
Ordem Paranormal RPG é um livro de regras oficial do RPG jogado na websérie Ordem Paranormal, com versões atualizadas sendo esporadicamente lançadas durante 2022. O livro possui 3 versões, sendo elas Digital, Física e Luxo. A versão de Luxo inclui ambas as versões física e digital com conjunto de dados, mapas de batalha, medalha de metal, entre outras. A pré-venda incluía diversos extras para quem o comprasse, como histórias prontas, conjunto de marca-páginas com rituais exclusivos, medalha de metal e uma carta autografada pelo próprio Cellbit.
Uma adaptação em graphic novel da primeira temporada da série, oficialmente chamada de Ordem Paranormal: Iniciação, foi anunciada no evento dos Segredos Revelados, e foi lançada em sua versão física no dia 8 de maio de 2023, adicionando mínimos elementos novos para encaixar no cânone da série, e alterando alguns. Uma versão digital, agora também em inglês e espanhol, foi lançada em agosto do mesmo ano.
Também fora adaptada para "graphic novel" física a segunda temporada chamada Ordem paranormal: O segredo na floresta. Essa que foi separada em dois volumes: "Ordem paranormal: O segredo na floresta parte 1" e "Ordem paranormal: O segredo na floresta parte 2" que foram lançadas respectivamente dia 17 de setembro de 2023 e dia 1 de outubro de 2024.